# Stadio di Limbe
Lo stadio di Limbe è un impianto sportivo di Limbe, in Camerun, della capienza di 20 000 spettatori.
Lo stadio si trova in zona detta "anglephone" nella regione del sud-ovest in  Camerun.

## Storia
Nel 2022 è sede di gare valevoli per la Coppa d'Africa.